# Epinephelus multinotatus
Epinephelus multinotatus, thường được gọi là cá mú đốm trắng, là một loài cá biển thuộc chi Epinephelus trong họ Cá mú. Loài này được mô tả lần đầu tiên vào năm 1876.

## Phân bố và môi trường sống
E. multinotatus có phạm vi phân bố rộng rãi ở Ấn Độ Dương. Loài này được tìm thấy từ vịnh Ba Tư trải rộng xuống vịnh Oman, và từ phía nam bán đảo Ả Rập dọc theo bờ biển Đông Phi đến Nam Phi, bao gồm Madagascar và các hòn đảo xung quanh; băng qua Maldives và Chagos đến tây bắc Úc và Indonesia (quần đảo Aru, quần đảo Kai và quần đảo Tanimbar). Cá trưởng thành sống xung quanh các rạn san hô và các bãi đá ngầm ở độ sâu khoảng từ 10 đến 110 m; cá con sống ở vùng nước nông hơn.

## Mô tả
E. multinotatus trưởng thành có chiều dài cơ thể lớn nhất ghi nhận được là 100 cm. Thân thuôn dài, hình bầu dục. Cá trưởng thành và cá con có màu sắc khác biệt rõ rệt. Cá trưởng thành màu nâu đen với rất nhiều đốm trắng phủ khắp cơ thể. Cá con có màu xanh đen tổng thể, trừ màu vàng ở vây đuôi, phía sau vây hậu môn và vây lưng. Cá con của E. multinotatus rất giống với cá thia biển Neopomacentrus sindensis.
Số gai ở vây lưng: 11; Số tia vây mềm ở vây lưng: 15 - 17; Số gai ở vây hậu môn: 3; Số tia vây mềm ở vây hậu môn: 8 - 9; Số tia vây mềm ở vây ngực: 18 - 20; Số vảy đường bên: 64 - 81.
Thức ăn của E. multinotatus là các loài cá nhỏ hơn, động vật thân mềm và động vật giáp xác. Chúng được đánh bắt trong nghề cá thương mại.